# Qin Kanying
Pour les articles homonymes, voir Qin.
Dans ce nom chinois, le nom de famille, Qin, précède le nom personnel.
Qin Kanying est une joueuse d'échecs chinoise née le 2 février 1974 à Shanghai. 

## Biographie et carrière
Grand maître international féminin depuis 1992, Qin Kanying fut finaliste du championnat du monde d'échecs féminin en 2000 à New Delhi (face à Xie Jun), deuxième du championnat d'Asie d'échecs en 2000 et cinq fois championne de Chine : en 1988 (à quatorze ans), 1991, 1995, 1999 et 2004.
Elle est mariée au grand maître international Peng Xiaomin. Son meilleur classement Elo fut de 2 501 points en juillet 2000 (neuvième joueuse mondiale),.
Elle a représenté la Chine lors des olympiades de 1990, 1992 et 1994, remportant trois médailles de bronze par équipe et la médaille de bronze individuelle en 1992 (premier échiquier de réserve).
| Année | Lieu                   | Résultat                                              | Ultime adversaire                                     | Adversaires battues                                                                       |
| ----- | ---------------------- | ----------------------------------------------------- | ----------------------------------------------------- | ----------------------------------------------------------------------------------------- |
| 1991  | Subotica               | Sixième du tournoi interzonal avec 8 points sur 13.   | Sixième du tournoi interzonal avec 8 points sur 13.   | Sixième du tournoi interzonal avec 8 points sur 13.                                       |
| 1992  | Shanghai               | 4e-5e du tournoi des candidates avec 8 points sur 16. | 4e-5e du tournoi des candidates avec 8 points sur 16. | 4e-5e du tournoi des candidates avec 8 points sur 16.                                     |
| 1993  | Djakarta               | 12e-18e du tournoi interzonal avec 7 points sur 13.   | 12e-18e du tournoi interzonal avec 7 points sur 13.   | 12e-18e du tournoi interzonal avec 7 points sur 13.                                       |
| 1995  | Chișinău               | 10e-16e du tournoi interzonal avec 7,5 points sur 13. | 10e-16e du tournoi interzonal avec 7,5 points sur 13. | 10e-16e du tournoi interzonal avec 7,5 points sur 13.                                     |
| 2000  | New Delhi              | Finaliste                                             | Xie Jun                                               | Masha Klinova Ketevan Arakhamia-Grant Ketino Kachiani-Gersinska Corina Peptan Alisa Marić |
| 2006  | Iekaterinbourg, Russie | troisième tour                                        | Marie Sebag                                           | Dana Aketayeva Jovanka Houska                                                             |